# 拉扎列夫卡村委员会
拉扎列夫卡村委员会（俄语：Лазаревский сельсовет）是俄罗斯联邦阿穆尔州坦波夫卡区所属的一个村委员会。其下辖有1个居民点，行政中心为拉扎列夫卡。据2015年统计，该村委员会的人口为337人。
2015年，拉扎列夫卡村委员会并入科济莫杰米亚诺夫卡村委员会。